# Prekinimo šutnju
Prekinimo šutnju (ili #PrekinimoŠutnju) je akcija, odnosno kampanja na društvenim mrežama koju je pokrenula udruga Roditelji u akciji (Roda) 2014. godine, da bi ukazala na nasilje nad ženama koje se provodi za vrijeme poroda u hrvatskim rodilištima. Akcija je naišla na široki odjek i u Hrvatskoj i šire u regiji, a tisuće žena su podijelile svoje iskustvo.  

## Kronologija
Kampanja je imala dva vala širenja 2014. i 2018. godine.
Prva akcija krenula je u studenom 2014, povodom manifestacije Šesnaest dana aktivizma protiv nasilja nad ženama, kada je udruga Roda pozvala žene da podijele svoje loše iskustvo poroda tako da rukom napišu svoju priču i pošalju udruzi, koja je potom iste objavila na svojim društvenim mrežama uz hashtag #PrekinimoSutnju. Akcija je snažno odjeknula, a tisuće žena su podijelile svoje iskustvo. Već u prvoj fazi akcija Roda je prikupila preko 400 svjedočanstava.
Prekinimo šutnju inspirirala je i regionalnu inicijativu Sloboda rađanju (prosvjedi i istraživanja) u Hrvatskoj, Srbiji, Bosni i Hercegovini i Sjevernoj Makedoniji. Nedugo nakon što su iskustva rodilja odjeknule u javnosti, Ministarstvo zdravstva Republike Hrvatske je poslalo inspekcijski nadzor u sva rodilišta. Nalaz nikada nije u potpunosti javno objavljen.
Drugi val akcije krenuo je 2018. godine, nakon što je saborska zastupnica Ivana Ninčević Lesandrić u Saboru ispričala svoje iskustvo kiretaže tijekom koje joj nije ponuđena anestezija, odnosno koja joj je napravljena "na živo". Ponovno su žene iskoristile društvene mreže da bi podijelile svoje priče o bolnim postupcima s neadekvatnom primjenom anestetika kao što su struganje stjenke maternice kiretom (kiretaža), uzimanje uzoraka tkiva grlića maternice i vagine (biopsija), šivanje puknuća rodnice i međice nakon vaginalnog poroda te punkcija jajnih stanica zbog postupaka medicinski potpomognute oplodnje. Najviše objava bilo je na stranicama udruge Roda, koja je prednjačila akcijom. Udruga Roda tražila je reakciju predsjednika Vlade Republike Hrvatske i pokretanje pripreme Akcijskog plana za reproduktivno zdravlje žena, no bez odgovora.

## Dugoročne posljedice akcije
Zbog akcije #PrekinimoSutnju, 2019. godine Vijeće Europe pokrenulo je parlamentarno istraživanje koje je vodila članica Vijeća Maryvonne Blondin, i u konačnici je prihvaćen izvještaj pod nazivom Porodničarsko i ginekološko nasilje.
Iste je godine, nakon što je Roda prezentirala slučaj, Visoki povjerenik za ljudska prava pri UN-u zatražio je od Hrvatske da poduzme hitne radnje za suzbijanje kršenja seksualnih i reproduktivnih prava žena. Posebna izvjestiteljica za nasilje nad ženama Dubravka Šimonović pokrenula savjetovanje izradila i prezentirala izvješće Općoj skupštini UN-a o nasilju nad ženama u zdravstvu, s naglaskom na nasilje na porodu i u porodništvu, gdje je klasificirala nasilje na porodu kao jedan od oblika rodno-uvjetovanog nasilja.
Zastupnik u Europskom parlamentu Predrag (Fred) Matić i njegov tim 2021. godine pokrenuli su, kasnije izglasanu, Rezoluciju o stanju seksualnog i reproduktivnog zdravlja i prava u Europskoj uniji, koje izričito spominje i ukazuje na potrebu da se suzbija nasilje nad ženama u trudnoći, porodu i babinju.

## Vanjske poveznice
- https://www.PrekinimoSutnju.hr/
- serija članaka na Index.hr o #PrekinimoŠutnju